# Берген (Средняя Франкония)
Берген (нем. Bergen) — община в Германии, в земле Бавария.
Подчиняется административному округу Средняя Франкония. Входит в состав района Вайссенбург-Гунценхаузен. Население составляет 1129 человек (на 31 декабря 2010 года). Занимает площадь 19,91 км².
Коммуна подразделяется на 5 сельских округов.

## Население
По оценке на 31 декабря 2015 года население общины Берген составляет 1101 чел. 

| Дата      | 1840 | 1871 | 1900 | 1925 | 1939 | 1950 | 1961 | 1970 | 1987 | 2011 |
| --------- | ---- | ---- | ---- | ---- | ---- | ---- | ---- | ---- | ---- | ---- |
| Население | 1059 | 1013 | 954  | 905  | 879  | 1380 | 1039 | 1056 | 981  | 1115 |

| Год       | 1960 | 1970 | 1980 | 1990 | 2000 | 2009 | 2010 | 2011 | 2012 | 2013 | 2014 | 2015 |
| --------- | ---- | ---- | ---- | ---- | ---- | ---- | ---- | ---- | ---- | ---- | ---- | ---- |
| Население | 1001 | 1067 | 1048 | 1002 | 1130 | 1138 | 1129 | 1129 | 1135 | 1122 | 1082 | 1101 |

## Фотогалерея

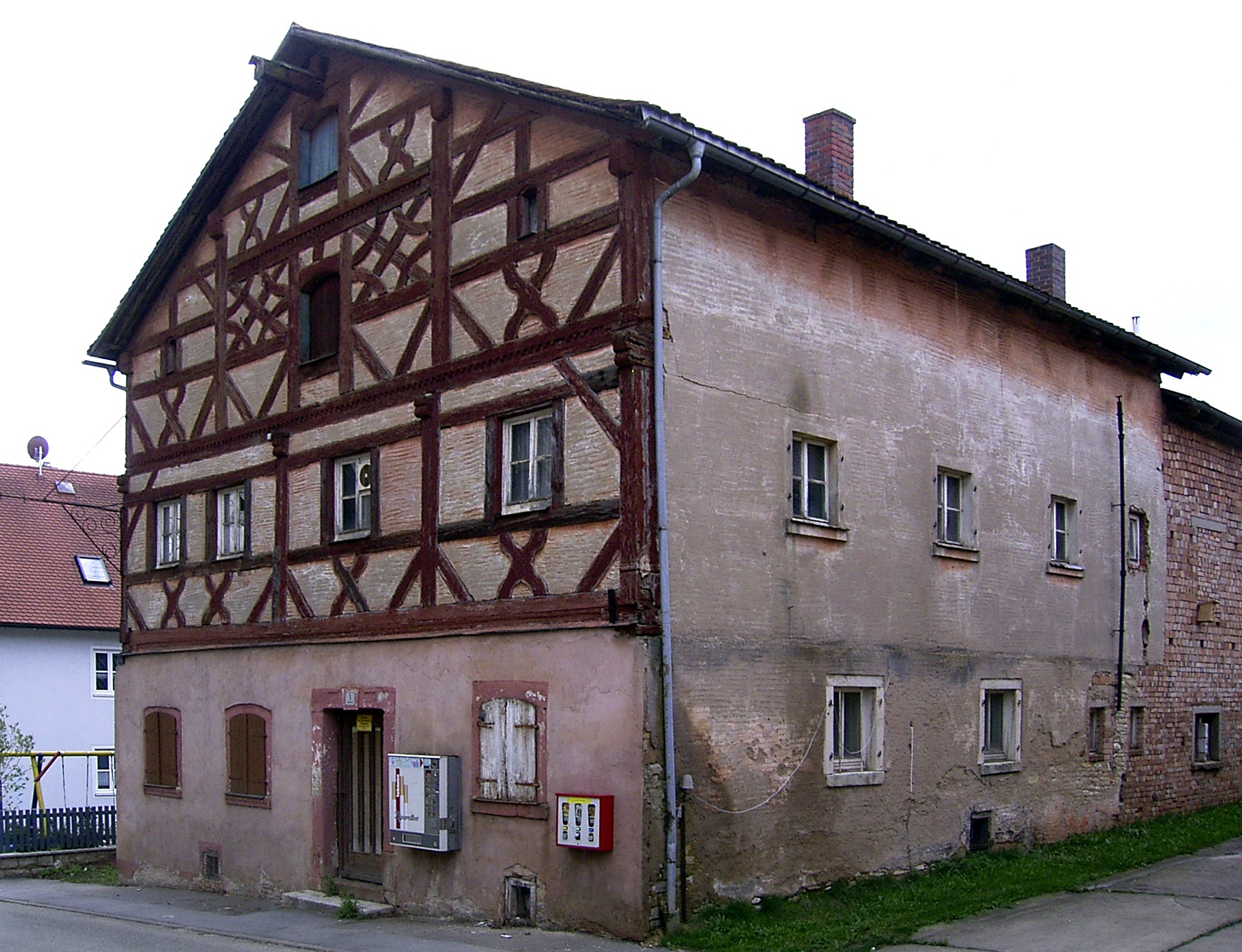
Берген (Средняя Франкония)
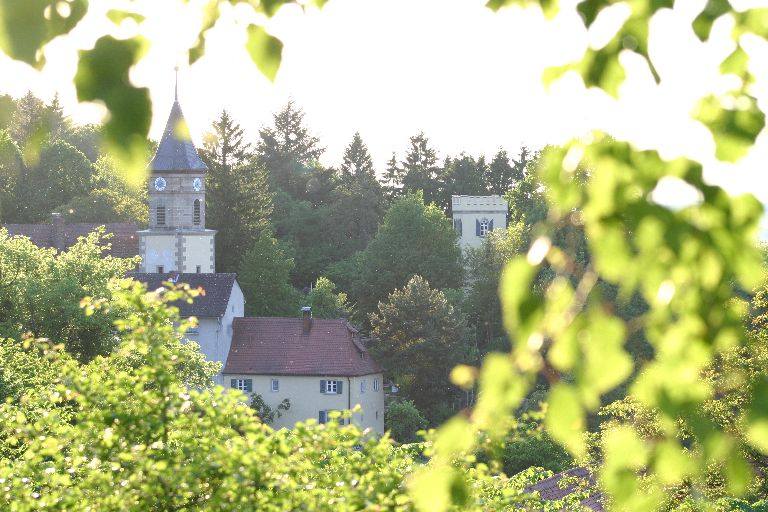
Берген (Средняя Франкония)